# ستاره دریایی سلطنتی
ستاره دریایی سلطنتی (نام علمی: Astropecten articulatus) نام یک گونه از رده ستاره دریایی است.